# Gruffalo e la sua piccolina
Gruffalo e la sua piccolina (The Gruffalo's Child) è un cortometraggio d'animazione tedesco-britannico realizzato per la televisione nel 2011 ed è ispirato al libro Gruffalò e la sua piccolina di Julia Donaldson e Axell Scheffler. È il sequel del primo cortometraggio d'animazione del 2009, Il Gruffalo.
Nel giugno 2013, il film ha ricevuto il premio per il miglior speciale TV all'8° Festival dei lungometraggi d'animazione e speciali TV europei.
In Italia è stato trasmesso per la prima volta su Rai Yoyo il 4 gennaio 2014.

## Trama
Nello stesso bosco senza piante, due scoiattolini trovarono sulla neve le impronte del Gruffalo, solo che sono più piccole e così mamma scoiattolo decise di raccontargli la storia della piccolina del mostro. Un bel giorno quest'ultima dopo aver seguito un riccio fino all'entrata del bosco si incuriosì molto che vorrebbe esplorarlo, ma suo padre (il Gruffalo) non glielo permette perché laggiù aveva incontrato il topo che lo voleva mangiare. Una volta riportata nella caverna glielo raccontò, non si ricordava esattamente com'era fatto ma lo descrisse come una figura mostruosa chiamata "il grande topo tremendo": dotato di una grande forza, con la coda squamosa, gli occhi profondi come pozzi infuocati e i baffi affilati come l'acciaio forgiato. 
Quella sera, la piccolina del Gruffalo uscì dalla caverna e si avventurò nel Bosco oscuro alla ricerca del "grande topo tremendo" (poiché era curiosa di vederlo sul serio), all'inizio trovò delle impronte diverse lasciate sulla neve e seguendole incontrò i tre animali del primo capitolo (il serpente, la civetta e la volpe) che entrambi gli risposero dove si trovava il topo. Una volta raggiunta la tana dove c'era il roditore, gli domandò manipolandolo se le potesse far vedere la creatura mostruosa che gli aveva raccontato il padre, così il topo salì sul ramo di un albero e alla luce della Luna piena proiettò la sua ombra che diventò una figura mostrousa. La piccolina dopo aver visto l'ombra sulla neve credette che fosse davvero il "grande topo tremendo" e scappò a gambe levate oltre il bosco per la paura. Una volta ritornata nella sua caverna si mise a dormire abbracciata a suo padre Gruffalo mentre il topo li guardò da fuori dopo aver seguito le impronte della piccolina.
Quando mamma scoiattolo terminò anche questa storia, i due scoiattolini giocarono facendo le imitazioni del Gruffalo, disegnando le sue impronte sulla neve e scherzando a vicenda.

## Curiosità
Nel film la piccolina del Gruffalo ha con sé in mano Bastoncino, uno dei personaggi tratto dall'omonimo libro di Julia Donaldson.

## Doppiaggio
| Personaggio            | Doppiatore originale | Doppiatore italiano       |
| ---------------------- | -------------------- | ------------------------- |
| Mamma Scoiattolo       | Helena Bonham Carter | Olivia Manescalchi        |
| Piccolina del Gruffalo | Shirley Henderson    | Vanessa Lonardelli        |
| Gruffalo               | Robbie Coltrane      | Alessandro Maria D'Errico |
| Serpente               | Rob Brydon           | Gigi Rosa                 |
| Gufo                   | John Hurt            | Mario Brusa               |
| Volpe                  | Tom Wilkinson        | Roberto Accornero         |
| Topo                   | James Corden         | Andrea Beltramo           |
| Primo Scoiattolino     | Sam Lewis            | Eloisa Brusa              |
| Secondo Scoiattolino   | Phoebe Givron-Taylor | Isabel Brusa              |